# Mass Effect
Mass Effect — научно-фантастическая медиафраншиза, созданная Кейси Хадсоном, Дрю Карпишином и Престоном Ватаманюком. Франшиза рассказывает о далёком будущем, в котором люди и инопланетяне колонизировали Млечный Путь с помощью технологий древних цивилизаций.
Франшиза возникла в результате создания серии видеоигр, разработанных компанией BioWare и изданных Microsoft Studios и Electronic Arts. Первые три игры — Mass Effect, Mass Effect 2 и Mass Effect 3 — рассказывают о борьбе капитана Шепард(а) и его (её) товарищей с расой Жнецов, стремящихся уничтожить жизнь в галактике. Следующая игра, Mass Effect: Andromeda, происходит спустя 600 лет после событий трилогии и повествует о колонистах, исследующих галактику Андромеды под руководством первопроходца Райдера.
Основные игры серии представляет собой шутер от третьего лица с элементами ролевой игры. В каждой из них игрок во время диалога может выбирать разные варианты ответа, влияющие на сюжет. При этом главный герой может быть отыгран(а) игроком как герой или как злодей. На миссии главный герой выходит вместе с напарниками, с некоторыми из которых можно завести роман.
Вместе с играми выходили дополнения, добавлявшие новые локации. Коммерческий успех серии породил большое количество комиксов и книг, происходящих в данной вселенной.

## Сеттинг

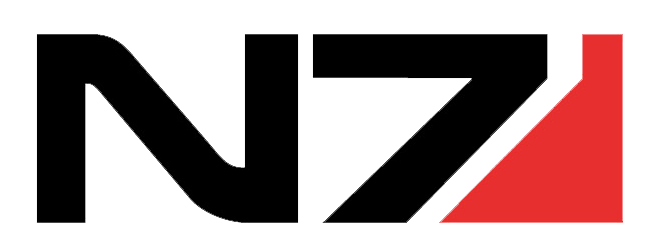
Профессиональный военный код бойцов высшей квалификации. Точно такой же носит Шепард на своём костюме

Действие всех игр, кроме Mass Effect: Andromeda, происходит в галактике Млечный путь в конце XXII века. В 2148 году люди нашли на Марсе технологии исчезнувшей цивилизации и открыли способ перемещения в пространстве быстрее скорости света, называемый «Эффект Массы» (англ. Mass Effect). Благодаря данному эффекту люди научились управлять гравитацией, поэтому они начали стремительно развиваться. По галактике разбросаны Ретрансляторы ― огромные устройства, способные создавать коридоры, где тела не имеют массы. Из-за этого они способны мгновенно перемещать объекты на сотни световых лет. В Солнечной системе находится одно из таких устройств. Им является спутник Плутона Харон, который представляет собой вмёрзший в лёд Ретранслятор. С помощью данных устройств люди смогли колонизировать Млечный Путь.
В данной вселенной человечество не одиноко, по всей галактике встречаются внеземные цивилизации, некоторые из которых создали развитое общество несколько тысяч лет до нашей эры. Столица и культурный центр галактики находится на Цитадели, огромной космической станции, находящейся в туманности Змея. Станцию открыла раса азари в 580 году до н. э, спустя 60 лет Цитадель нашли саларианцы и те основали Совет Цитадели. В 1 году н. э. начались Рахнийские войны с насекомоподобными существами, которых победить смогли кроганы. После те восстали против Совета и турианцы вместе с саларианцами сделали кроганов практически бесплодными в 710 году. Затем в 2157 году началась Война первого контакта. В ней сражались люди и турианцы, однако конфликт продлился не долго, так как в него вмешался Совет и после предоставил человечеству посольство на Цитадели в 2165 году. В 2183 году люди стали полноправными членами Совета.
Совет Цитадели является главным органом власти в галактике, представителями которой являются азари, саларианцы и турианцы, каждая из этих рас выполняет свою функцию в галактике. Азари занимаются дипломатией, саларианцы — разведкой, турианцы являются миротворцами. Интересы человечества представляет Альянс Систем, наднациональное правительство, объединяющая колонии землян. Армия людей не самая сильная в галактике, но зато способна эффективно совершать диверсии на территории врага. У Альянса хорошие дипломатические отношения с азари, но других рас люди опасаются. Порядок в галактике поддерживают Спектры (Специальный Корпус Тактической Разведки). Они являются опытными бойцами из разных рас галактики, которые имеют широкие полномочия и подчиняются только Совету. Самым первым человеком-Спектром является капитан Шепард. На Цитадели действует СБЦ (Служба Безопасности Цитадели), которая выполняет роль полиции. Среди людей и инопланетян встречаются Биотики. Они способны с помощью мозговых импульсов создавать поля Эффекта Массы и управлять тёмной энергией. Этот дар встречается крайне редко и развивается у существа во время внутриутробного воздействия нулевого элемента, вещества, необходимого для возникновения Эффекта Массы.
Однако цивилизации, населяющие Млечный Путь на данный момент, не являются самыми первыми. Раз в 50 000 лет всю развитую жизнь в галактике опустошают Жнецы. Это раса, состоящая из колоссальных космических кораблей, наделённых разумом. Тем не менее, они не нападают на слаборазвитые цивилизации, а дают им освоить высокие технологии, такие как Эффект Массы, чтобы спустя годы истребить и их. В 2186 году Жнецы были уничтожены усилиями всей галактики под руководством Шепард(а). Помимо них галактику населяют и другой роботизированный вид — геты. Они появились благодаря кварианцам. Синтетические формы жизни со временем развивались, после чего началась война между ними и машинами, в результате которой победили последние.

## События в играх
В первых трёх частях серии главным героем является Шепард, капитан корабля «Нормандия». В первой игре он(а) отправляется на задание, целью которого является доставить артефакт протеан, древней вымершей цивилизации, найденный археологами на одной из человеческих колоний под названием Иден Прайм. Во время выполнения задания, область археологических раскопок подвергается атаке гетов под предводительством Сарена, Спектра-турианца, которые также пытаются захватить артефакт. Предотвратив разрушение колонии, Шепард находит артефакт, и он показывает Шепард(у) видение, в котором капитан наблюдает уничтожение цивилизации протеан древними машинами, известными как Жнецы. Обладая этими знаниям, капитан, вместе с верной командой пускается в погоню за Сареном, который намеревается вернуть Жнецов в Галактику. В итоге Шепард(у) удаётся устранить последнего, но капитан объявляет, что не остановится на достигнутом и найдёт способ уничтожить Жнецов. Действие Mass Effect Galaxy происходит после первой части и до начала второй. В ней рассказывается о том, как Джейкоб Тейлор и Миранда Лоусон, будущие члена экипажа «Нормандии», пытались не допустить убийство батарианцами Совет Цитадели.
В начале Mass Effect 2 Шепард погибает, но спустя два года его (её) тело восстанавливает экстремистская организация «Цербер», стремящаяся расширить влияние человечества. Шепард(у) приходится работать на данную организацию и установить причину исчезновения населения небольших человеческих колоний. В ходе расследования выясняется, что за похищениями стоят Коллекционеры — малоизученная раса, практически ни с кем не вступающая в контакт. Затем выясняется, что они являются протеанами, которые под влиянием Жнецов стали их слугами. Коллекционеры похищали людей, чтобы облегчить вторжение последним. Шепард собирает команду и отправляется на самоубийственную миссию, чтобы уничтожить их базу.
В заключительной части трилогии происходит вторжение жнецов в Млечный Путь. Шепард(у) предстоит заручиться поддержкой других рас галактики для последней битвы против Жнецов. В результате сплочения галактики Жнецы были побеждены, и истребления жизни прекращены навсегда. В Mass Effect Infiltrator действие проходит параллельно с третьей частью и повествуется о противодействии «Церберу».
В четвёртой игре серии, Mass Effect: Andromeda, события разворачиваются в галактике Андромеды, спустя более чем 600 лет после событий третьей части и лишь косвенно связанны с событиями трилогии про Шепарда. Главным героем является Первопроходец людей, капитан космического корабля «Буря» Райдер. Согласно сюжету игры, история начинается в 2184 году, когда шесть кораблей (пять ковчегов и станция «Нексус») из Млечного Пути отправляются в Андромеду. По прибытии, корабли сталкиваются с неизвестной аномалией, именуемой «Скверной» и теряют связь друг с другом. Выясняется, что все планеты, именуемые «золотыми мирами», которые были пригодны для колонизации, более таковыми не являются. Кроме того, прибывшие сталкиваются с агрессивными инопланетянами — кеттами, возглавляемыми главным антагонистом игры — Архонтом. На планетах находят технологии древней расы — джардаан, благодаря которым можно произвести терраформирование и сделать планеты пригодными для жизни. Райдер(у), который(ая) становится Первопроходцем, предстоит найти новый дом для переселенцев из Млечного Пути, сделав условия планет пригодными для жизни, разобраться с угрозой кеттов, найти пропавшие ковчеги, а также узнать истинную суть проекта Инициатива «Андромеда».

## Игровой процесс

Демонстрация игрового процесса ремастера первой части

Четыре основные игры представляют собой ролевой боевик с видом от третьего лица. Игрок способен настраивать персонажа (Шепард для первых трёх игр и Райдер для Mass Effect: Andromeda), регулируя ему внешность, пол и принадлежность к шести классам в начале игры. Каждый класс позволяет Шепард(у) использовать определённое оружие или умения. Это даёт определённое дерево навыков, в котором можно улучшать умения, используя опыт, заработанный во время миссий. Каждая игра обладает сюжетом и точками ветвления повествований и множеством побочных миссий, что позволяет игроку проходить Mass Effect по своему усмотрению. Также можно выбрать биографию главного героя и его психологический профиль, что влияет на диалоги и добавляет определённые миссии. В Mass Effect: Andromeda была изменена система классов. Теперь игрок волен комбинировать навыки и создавать собственную специализацию.
В сюжетных миссиях игрок встречает ряд неигровых персонажей и вступает в диалог, чтобы узнать информацию и развить историю. Это достигается с помощью диалогового колеса, элемента интерфейса, в котором варианты ответов расположены по кругу. Ответы являются перефразированными и укороченными репликами, которые может сказать главный герой. Справа находятся варианты ответов, ведущие к завершению диалога, а слева — продолжающие беседу. Сверху находятся варианты ответов, которые звучат дружелюбно, а внизу — враждебно. Во время диалогов игрок может отыгрывать как героя, так и злодея, влияя тем самым на сюжет. Данная система называется «герой/отступник» (англ. Paragon/Renegade). Кинематографический дизайнер Bioware объявил, что только 8 % игроков решило отыгрывать отступника. В игре Mass Effect: Andromeda система «героя/отступника» была полностью изменена. Теперь главный герой способен говорить и совершать поступки в рассудительном, простом, эмоциональном и логическом ключе.
Мир Mass Effect условно представлен картой галактики, которая используется для перемещения. Галактика состоит из звёздных скоплений, которые делятся на звёздные системы. В свою очередь, они содержат несколько планет, иногда там встречаются спутники и космические станции. Между скоплениями космический корабль может перелетать мгновенно с помощью ретрансляторов. В первой части была возможность высаживаться на некоторые планеты внутри систем и исследовать их с помощью бронетранспортёра «Мако». В Mass Effect 2 он был удалён и заменён в дополнении «Повелитель пламени» на летающий танк «Молот». В Mass Effect: Andromeda исследование планет снова стало возможным. В игру был добавлен бронетранспортёр, похожий на «Мако», но без возможности стрелять.
Вместе с главным героем на миссии отправляются два его компаньона, которых выбирает игрок. Они различаются по специализации и навыкам. Им можно, как и игроку, улучшать умения в специальном меню. Они способны действовать автономно под управлением искусственного интеллекта, но игрок может давать им команды перемещаться или идти в укрытие. При разговоре игрока с персонажем тот может дать миссию на лояльность, квест, который улучшает отношения между главным героем и персонажем. Также с некоторыми персонажами можно построить отношения, причём не только с людьми, но и с инопланетянами, причём для главного героя обоих полов доступны романы нетрадиционной ориентации. Успешный роман с персонажем обычно приводит к сценам, ведущим к сексуальному контакту, хотя в остальном не показывает ничего неуместного для рейтинга игры.

## История разработки
| 2007 | Mass Effect                    |
| 2008 |                                |
| 2009 | Mass Effect Galaxy             |
| 2010 | Mass Effect 2                  |
| 2011 |                                |
| 2012 | Mass Effect 3                  |
| 2012 | Mass Effect Trilogy            |
| 2012 | Mass Effect Infiltrator        |
| 2013 |                                |
| 2014 |                                |
| 2015 |                                |
| 2016 |                                |
| 2017 | Mass Effect: Andromeda         |
| 2018 |                                |
| 2019 |                                |
| 2020 |                                |
| 2021 | Mass Effect: Legendary Edition |
| 2022 |                                |
| 2023 |                                |
| 2024 |                                |
| TBA  | Новая игра серии               |

Первая часть Mass Effect была задумана авторами ещё до выхода Star Wars: Knights of the Old Republic. Команда разработчиков стремилась создать привлекательную космооперу, выполненную в ярких красках. Также они планировали создать серию, не уступавшую «Звёздным войнам» по наполнению и качеству. Mass Effect стала самым крупным проектом BioWare, так как Первая игра серии была выпущена на Xbox 360 в ноябре 2007 года, а летом 2008 года в продажу поступила версия для персональных компьютеров под управлением Windows. Вслед за ней летом 2009 года была выпущена Mass Effect Galaxy — игра для мобильных устройств под управлением iOS.
Полноценное продолжение началось разрабатываться практически сразу после выхода первой части, в 2008 году. Создатели игры по-другому подошли к созданию сюжета, сделав упор на «миссии на лояльность», в которых Шепард помогал(а) своим товарищам, чтобы успешно завершить «самоубийственную миссию». Изменениям подверглись и другие элементы игры, такие, как боевая система и атмосфера игры. Mass Effect 2, вышло на Xbox 360 и Windows в январе 2010 года, а спустя год, в январе 2011 года, состоялся выход версии для PlayStation 3. Очередная мобильная игра, Mass Effect Infiltrator, вышла в марте 2012 года на iOS и Android, а в 2013 году — на Windows Phone.
В третьей части сериала впервые появилась многопользовательская игра. Mass Effect 3 была выпущена в марте 2012 года, одновременно для Xbox 360, PlayStation 3 и Windows, а в ноябре того же года данная игра поступила в продажу и для Wii U. В декабре 2012 года оригинальная Mass Effect была выпущена для PlayStation 3. Третья часть стала поводом для скандалов в игровом сообществе. В частности, игроков возмутили концовки, которые были практически идентичны.
О разработке следующей игры во вселенной Mass Effect стало известно в сентябре 2012 года. Разработчики объявили, что история капитана Шепард(а) закончилась, и в новой части он участвовать не будет. Четвёртая часть серии разрабатывалась на движке Dragon Age: Inquisition и использует некоторые наработки этой игры. На Е3 2015 было объявлено название игры — Mass Effect: Andromeda. Релиз новой части Mass Effect состоялся 21 марта 2017 года.
В ноябре 2020 года было анонсировано, что оригинальная трилогия игр, а также все дополнения к ним будут выпущены в составе Mass Effect: Legendary Edition на PlayStation 4, Xbox One, Windows в 2021 году, а впоследствии — на Xbox Series X/S и PlayStation 5 с дополнительными улучшениями. Сборник вышел 14 мая 2021 года. Также было подтверждено, что новая часть серии находится в разработке.

### Источники вдохновения

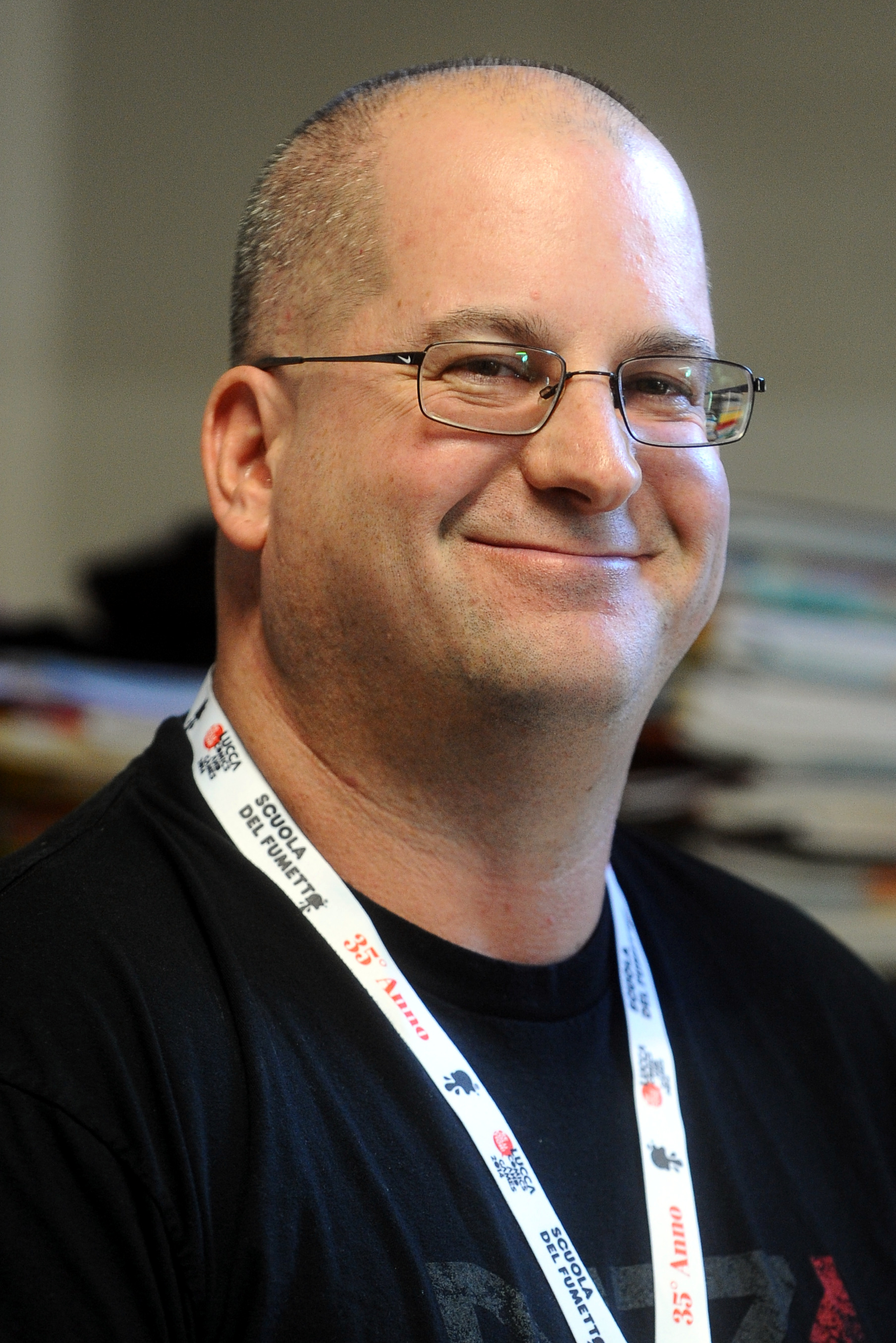
Дрю Карпишин, сценарист Mass Effect и Mass Effect 2